# Cephise
Cephise is een geslacht van vlinders van de familie dikkopjes (Hesperiidae), uit de onderfamilie Eudaminae.

## Soorten
- C. callias (Mabille, 1888)
- C. cephise (Herrich-Schäffer, 1869)
- C. guatemalaensis (Freeman, 1977)
- C. procerus (Plötz, 1881)